# Bart Simpson's Escape from Camp Deadly
Bart Simpson's Escape from Camp Deadly är ett plattformsspel för Game Boy och utvecklat av Imagineering och publicerades av Acclaim Entertainment i USA under november 1991. Spelet släpptes därefter i Europa och Japan under 1993. I Bart Simpson's Escape from Camp Deadly styr spelaren Bart från TV-serien Simpsons och hjälper honom att fly från ett obehagligt sommarläger som drivs av hänsynslösa rådgivare, liknade TV-avsnittet Kamp Krusty.

## Handling och gameplay
Bart och Lisa tillbringar sommaren på lägret Camp Deadly som drivs av Mr. Burns brorson Ironfist Burns. Ironfist försöker få barnen att lida och ha så lite kul som möjligt. I den första delen av spelet leker Bart med de andra barnen "fånga flaggan" i en skog nära lägret. Bart blir där trakasserad av lägerledarna och mobbarna Blindside Bill och Rebound Rodney, och måste ta sig igenom arga bin och andra hinder. Den andra delen av spelet utspelar sig under lunchrasten i cafeterian, där ledarna kastar knivar och gafflar på Bart.
Därefter leker man igen "fånga flaggan", vilken är aktiviteten för eftermiddagen, där Bart måste undvika sina "fiender" och fly från madman Mort. Den fjärde nivån utspelar sig under middagsrasten och går till på samma sätt som vid lunchen. På kvällen bestämmer sig Bart och Lisa för att fly från Camp Deadly men avlyssnas av Ironman Burns. De försöker fly genom att komma över till andra sidan av berget Mount Deadly. Spelets sista del äger rum i en skog på andra sidan berget, där Bart upptäcker att Lisa har blivit kidnappad. Han hittar henne på ett kraftverk, där han måste kämpa mot Ironman Burns. Då Bart besegrat honom stänger de tillsammans av strömbrytaren för Camp Deadly och lägret måste stängas.
Spelet är ett enspelarspel och man kan bara kontrollera Bart, Lisa hjälper i vissa stadier genom att ge Bart bumeranger som han använder mot sina fiender, standardvapnet är spottloskor, utom i matsalen där det är äpplen och broccoli.

## Produktion
Spelet utvecklades av Imagineering och publicerades av Acclaim Entertainment och släpptes i Nordamerika i november 1991 för Game Boy. Därefter släpptes spelet i Europa under 1993 och i Japan den 26 februari 1993. Spelet är det första spelet från Simpsons som släpptes till en bärbar konsol.